# Eugène Lacomblé (beeldhouwer)
Antoine Eugène Lacomblé (Brussel, 5 maart 1828 – Arnhem, 17 november 1905) was een Belgisch beeldhouwer.

## Leven en werk
Lacomblé was een zoon van Jean François Joseph Lacomblé (1794-1838), rechterlijk ambtenaar in Brussel, en Marie Thérèse Verellen (1791-1854). Hij trouwde in 1861 met de Nederlandse Anna Catharina Ysveld (1838-1899).
Lacomblé kwam als veertienjarige in de leer bij beeldhouwer Jacquet. Hij volgde daarnaast in de avonduren lessen bij Louis Jehotte aan de Académie Royale des Beaux-Arts in Brussel. Hij werkte vervolgens op de ateliers van beeldhouwer Pierre Puyenbroeck en medailleur Julien Leclercq. Van 1850 tot 1853 werkte hij in Parijs op het atelier van Léon Cogniet en studeerde er ’s middags aan de École des beaux-arts.
Lacomblé verhuisde in 1855 naar Den Haag, waar hij in 1859 hoofdleraar werd aan de Academie van Beeldende Kunsten. Hij gaf les aan onder anderen Manna de Wijs-Mouton, Charles van Wijk en Bart van Hove. Van 1865 tot 1900 was hij tevens leraar aan de Polytechnische School te Delft. Hij nam geregeld deel aan prijsvragen en zond ontwerpen in voor onder meer het standbeeld voor Tollens in Rotterdam, het Sarphatimonument in Amsterdam en het standbeeld van Spinoza in Den Haag, die alle buiten de boot vielen.
In 1899, het jaar waarin zijn vrouw overleed, trad hij af als hoofdleraar aan de Academie. Hij verhuisde naar Arnhem, waar hij in 1905, op 77-jarige leeftijd, overleed. Hij was Officier in de Orde van Oranje-Nassau en Ridder in de Orde van de Eikenkroon.

## Enkele werken
- beelden (1861-1862) voor het stadhuis van Brussel
- beelden van de Goede Herder en de heiligen Lodewijk en Antonius (1865), Boskantkerk, Den Haag
- medaillons (1873-1874) in de gevel van het gebouw van Kunsten en Wetenschappen, Den Haag
- Ver Huellbank (1881), Den Haag
- portret van Thomas Joannes Stieltjes sr. (1884) voor het Stieltjesmonument, Rotterdam
- Minervakop en medaillons (1892-1893), universiteitsgebouw aan het Domplein, Utrecht